# Kaizen

Kaizen pisany znakami kanji

Kaizen − japońskie słowo o podwójnym znaczeniu: 
- kaizen (jap. 改善; pisane znakami kanji); oznaczające po polsku: poprawę, polepszenie, zmianę na lepsze[1];
- kaizen (jap. カイゼン;  pisane pismem sylabicznym katakaną), oznaczające japońską filozofię biznesową (sposób postępowania) ustawicznego polepszania, poprawiania procesu zarządzania i produkcji na wszystkich jego szczeblach, z uwzględnieniem m.in. technik biznesu „just-in-time”[2].

## Cele stosowania
Kaizen, poprzez stopniowe doskonalenie wszelkich aspektów działalności firmy, dąży do osiągnięcia następujących celów: 
- skrócenia czasu realizacji procesu pracy oraz poprawy jakości;
- dostosowywania technicznego elementów systemu;
- tworzenia kryteriów oceny i nagradzania;
- redukcji kosztów;
- poprawieniu ergonomii stanowisk roboczych.

## Opis
Zastosowanie kaizen nie sprowadza się tylko do tego, aby produkt, czy usługa odpowiadały określonym wymaganiom jakości. W myśl tej filozofii jakość sprowadza się do zmiany stylu życia - niekończącego się procesu ulepszania. Jej podstawową regułą jest ciągłe zaangażowanie pracowników na wszystkich szczeblach oraz chęć do ustawicznego podnoszenia jakości firmy i produktu. Polega to na włączeniu procesu myślowego na każdym etapie produkcji. Jest odpowiedzią na zautomatyzowane, tradycyjne podejście do produkcji masowej, które eliminuje potrzebę świadomej oceny wykonywanego zadania.
Zastosowanie filozofii kaizen z perspektywy organizacji pracy i kształtowania optymalnych metod pracy często uzupełniane jest takimi zasadami, jak:
- kaikaku;
- ergonomia;
- ergonometria;
- ekonomika ruchów elementarnych

Zbudowanie w organizacji kultury opartej na kaizen jest długoterminowym procesem.

### Rodzajekaizen

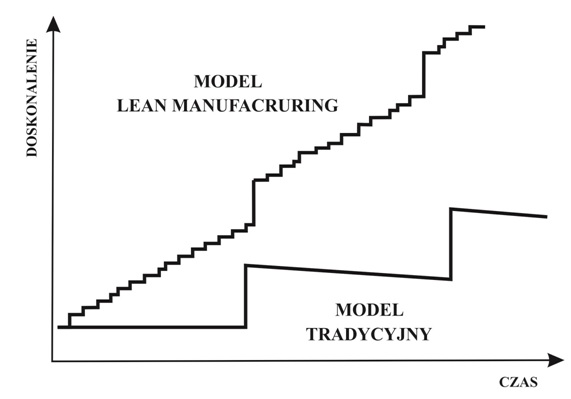
Doskonalenie w modelu Lean Manufacturing i w modelu tradycyjnym

Według jednego z podziałów, rozróżnia się dwa rodzaje kaizen:
- kaizen przepływu;
- kaizen procesu.

Kaizen przepływu polega na doskonaleniu przepływu materiału i informacji. Wiąże się on z reorganizacją całego obszaru pracy, a nawet przedsiębiorstwa. Kaizen procesu to natomiast usprawnianie pojedynczych stanowisk pracy. Kaizen procesu cechuje się dużą liczbą drobnych usprawnień, które wymagają małego wysiłku wdrożeniowego. Dzięki temu takich usprawnień mogą być tysiące. W modelu kaizen najistotniejszym jest skracanie czasu pomiędzy wypracowaniem koncepcji, czy też zdefiniowaniem problemu, a samym wdrożeniem usprawnienia.
W modelu tradycyjnym proces doskonalenia składa się z długiej fazy przygotowawczej. Po wprowadzonym doskonaleniu pracuje się na opracowanym standardzie przez dłuższy czas nie usprawniając go.